# アルヴァン・テハウ
アルヴァン・テハウ（Alvin Tehau、1989年4月10日 - ）は、タヒチファアア出身のサッカー選手。現在、タヒチ・ディビジョン・フェデレールのASドラゴンに所属しており、タヒチ代表である。
また、兄のジョナタン・テハウ、双子のロレンツォ・テハウ、従兄弟のテアオヌイ・テハウも同じくタヒチ代表である。

## 個人成績

### 代表
| # | 日附          | 場所                                                                 | 対戦相手           | 得点 | 結果 | 大会                       |
| - | ------------- | -------------------------------------------------------------------- | ------------------ | ---- | ---- | -------------------------- |
| 1 | 2012年6月1日  | ホニアラ・ローソン・タマ・スタジアム                                 | サモア             | 3–0  | 10–1 | OFCネイションズカップ2012  |
| 2 | 2012年6月1日  | ホニアラ・ローソン・タマ・スタジアム                                 | サモア             | 4–0  | 10–1 | OFCネイションズカップ2012  |
| 3 | 2012年6月3日  | ホニアラ・ローソン・タマ・スタジアム                                 | ニューカレドニア   | 1–0  | 4–3  | OFCネイションズカップ2012  |
| 4 | 2012年6月5日  | ホニアラ・ローソン・タマ・スタジアム                                 | バヌアツ           | 3–0  | 4–1  | OFCネイションズカップ2012  |
| 5 | 2012年9月24日 | コルベイユ＝エソンヌ・コンプレックス・スポルティ・レオ・ラグランジュ | マルティニーク     | 1–1  | 3–2  | 2012海外領土サッカーカップ |
| 6 | 2012年9月24日 | コルベイユ＝エソンヌ・コンプレックス・スポルティ・レオ・ラグランジュ | マルティニーク     | 3–1  | 3–2  | 2012海外領土サッカーカップ |
| 7 | 2016年5月29日 | ポートモレスビー・サー・ジョン・ギース・スタジアム                   | サモア             | 4-0  | 4-0  | OFCネイションズカップ2016  |
| 8 | 2016年6月1日  | ポートモレスビー・サー・ジョン・ギース・スタジアム                   | パプアニューギニア | 2-1  | 2-2  | OFCネイションズカップ2016  |

| タヒチ代表 | タヒチ代表 | タヒチ代表 |
| 年         | 出場       | 得点       |
| ---------- | ---------- | ---------- |
| 2010       | 3          | 0          |
| 2012       | 12         | 6          |
| 2013       | 2          | 0          |
| 2016       | 3          | 2          |
| 計         | 20         | 8          |

## タイトル

### クラブ
- タヒチ・ディビジョン・フェデレール:

優勝 (2): 2010, 2011
- タヒチカップ

優勝 (2): 2010, 2011

### 代表
- OFCネイションズカップ:

優勝 (1): 2012
- OFCチャンピオンズリーグ

優勝 (1): 2012